# Dabu (sockenhuvudort i Kina, Jiangxi Sheng, lat 25,69, long 115,07)
Dabu är en sockenhuvudort i Kina. Den ligger i provinsen Jiangxi, i den sydöstra delen av landet, omkring 340 kilometer söder om provinshuvudstaden Nanchang. Antalet invånare är 17 421. Befolkningen består av 8 428 kvinnor och 8 993 män. Barn under 15 år utgör 24,0 %, vuxna 15-64 år 67 %, och äldre över 65 år 8,0 %.
Runt Dabu är det ganska tätbefolkat, med 166 invånare per kvadratkilometer. Närmaste större samhälle är Wangmudu, 11,7 km sydväst om Dabu. I omgivningarna runt Dabu växer i huvudsak blandskog.
Genomsnittlig årsnederbörd är 1 887 millimeter. Den regnigaste månaden är maj, med i genomsnitt 333 mm nederbörd, och den torraste är oktober, med 17 mm nederbörd.